# Мужская сборная Франции по волейболу
Мужская сборная команда Франции по волейболу (фр. Équipe de France de volley-ball masculin) — национальная команда, представляющая Францию на международных соревнованиях по волейболу. Управляется Французской федерацией волейбола (FFVB).

## История
Первый матч в истории сборной Франции состоялся в Праге 27 августа 1946 года против сборной Чехословакии и завершился победой хозяев — 3:0 (15:11, 15:9, 15:8). В апреле 1947 года в Париже на встрече представителей волейбольных федераций 14 стран была учреждена новая спортивная организация — Международная федерация волейбола (FIVB). На учредительном конгрессе FIVB было принято решение о проведении в следующем году первого чемпионата Европы среди мужских команд. 24 сентября 1948 года в Риме сборная Франции вышла на старт нового турнира в игре с командой Португалии и одержала победу со счётом 3:1. Выиграв затем ещё 3 игры и проиграв только сборной Чехословакии, французы заняли второе место на пьедестале почёта континентального первенства. В сентябре 1949 года «трёхцветные» замкнули шестёрку лучших команд первого чемпионата мира, проиграв СССР, Чехословакии, Болгарии, Польше и Румынии — странам, которые будут определять волейбольную моду на протяжении ещё очень долгих лет.
Французам не удавалось войти в когорту сильнейших волейбольных сборных до середины 1980-х годов. Только в 1985-м сборная Франции — после 34-летнего перерыва — вновь оказалась на пьедестале почёта европейского чемпионата, проходившего в Нидерландах. А в 1986-м на домашнем первенстве планеты подопечные Эрика Даниэля впервые в истории этого турнира обыграли-таки сборную Чехословакии, но развить свой успех не смогли, оказавшись в итоге на шестой позиции. Годом позже «трёхцветные» добрались до финала чемпионата Европы, но взяли в Генте у команды СССР только одну партию — 1:3 (7:15, 6:15, 15:7, 9:15). Игру сборной Франции того времени определяли великолепный связующий Ален Фабиани и универсальные нападающие Эрик Бувье и Филипп Блэн. Последний признавался самым ценным игроком и на чемпионате мира-1986, и на первенстве Европы-1987. В 1988 и 1992 годах сборная Франции участвовала в олимпийских турнирах, но успехов не добилась. С уходом из команды её лидеров результаты «трёхцветных» стали совсем скромными — они пропустили мировой чемпионат 1994 года и континентальное первенство годом позже.
В 1995 году у руля французской команды встал российский специалист, известнейший в прошлом игрок сборной СССР Владимир Кондра. В 1997-м его подопечные остались в шаге от медалей чемпионата Европы в Нидерландах, проиграв в полуфинале югославам. Однако всё увереннее играли в сборной молодые Лоран Капе и Доминик Дакен, а 21-летний Франс Гранворка был назван лучшим подающим чемпионата Европы. Эти игроки станут лидерами новой сборной Франции — уже под руководством Филиппа Блэна, принявшего команду в 2001 году. В 2002-м в Аргентине французы впервые выиграли бронзовые медали чемпионат мира. Уступив на пути к полуфиналу только будущим победителям турнира, сборной Бразилии, «трёхцветные» в упорном пятисетовом матче проиграли команде России, а на следующий день в игре за 3-е место не оставили шансов олимпийским чемпионам Сиднея, команде Югославии — 3:0 (25:23, 25:23, 25:16). Помимо бронзовых наград французы получили два индивидуальных приза: Франс Гранворка — лучшему на подаче, а Юбер Энно — лучшему по игре в защите. На чемпионате Европы-2003 в Германии французы подтвердили свой класс, дойдя до финала, но силы на решающий матч не сберегли. Взяв у сборной Италии две марафонские партии, подопечные Блэна легко проиграли все остальные — 2:3 (18:25, 42:40, 18:25, 29:27, 9:15). После 12-летнего перерыва сборная Франции вновь смогла отобраться на Олимпийские игры, но в Афинах «трёхцветным» не удалось выйти из группы.

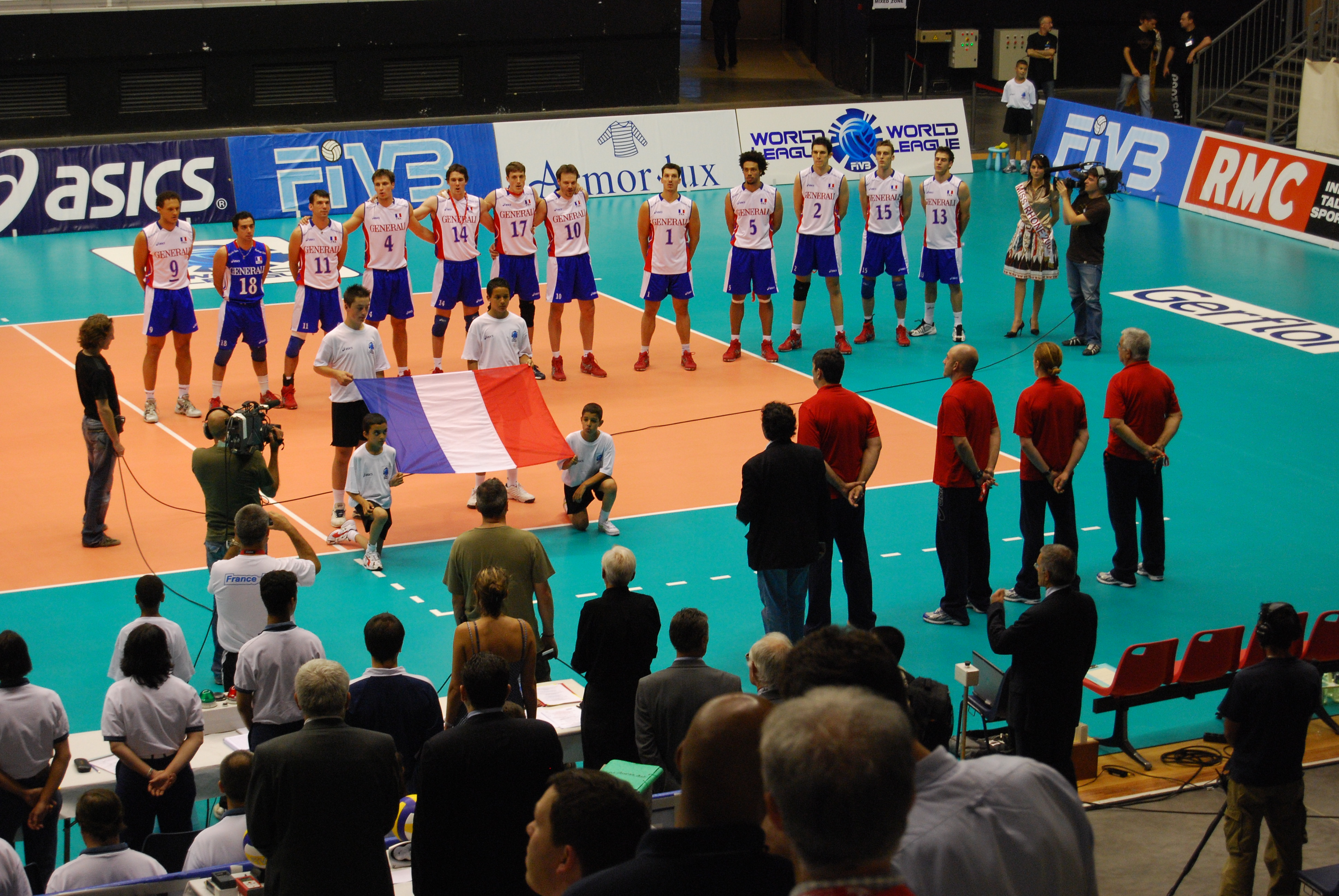
Сборная Франции перед матчем Мировой лиги-2007. Слева направо: Франс Гранворка, Жан-Франсуа Экзига, Лоик Ле Маррек, Антонен Рузье, Лоик Гелер, Оливье Киффер, Венсан Монмеа, Ксавье Капфер, Ромен Вадело, Божидар Славев, Гийом Самика, Пьер Пюжоль

В сборной вновь началась смена поколений: из команды ушли незаменимые на протяжении целого десятилетия Капе и Дакен и оба связующих — Матиас Патен и Лоик де Кергре. В июле 2006 года обновлённая дружина Филиппа Блэна взяла старт в Мировой лиге матчем против России во дворце спорта «Динамо». Победа «трёхцветных» над хозяевами площадки со счётом 3:2 выглядела тогда нелепой случайностью, но французы опровергли все прогнозы, опередив по итогам группового этапа и россиян, и итальянцев. А вернувшись в Москву на игры финального этапа, добрались до решающего матча, где дали бой самим бразильцам. Поведя в финальной игре 2:0, сборная Франции всё-таки не смогла совершить чудо — 2:3 (25:22, 25:23, 22:25, 23:25, 13:15). Самым результативным игроком «Финала шести» Мировой лиги стал диагональный Себастьян Рюэтт, который вскоре из-за болезни преждевременно завершил карьеру. На чемпионате мира-2006 сборная Франции смогла взять реванш у команды Бразилии, но затем осложнила себе жизнь неожиданным поражением от Германии и не дошла даже до полуфинала. Неудачно сложился и чемпионат Европы 2007 года, на пути к которому французы потеряли из-за травм Франса Гранворка, Оливье Киффера, Жана-Франсуа Экзига, а уже по ходу турнира — Пьера Пюжоля.
Короткая скамейка запасных, неумение в ряде в случаев распределить силы по ходу длинной дистанции крупного турнира являлись факторами, мешавшими сборной Франции достичь самых высоких целей. В то же время великолепно организованная и самоотверженная игра в защите, чёткое выполнение тренерских установок, максимальная самоотдача каждого игрока, упорство и характер стали фирменными знаками этой команды, придающими её игре особую зрелищность и часто позволяющими компенсировать игровые проблемы.

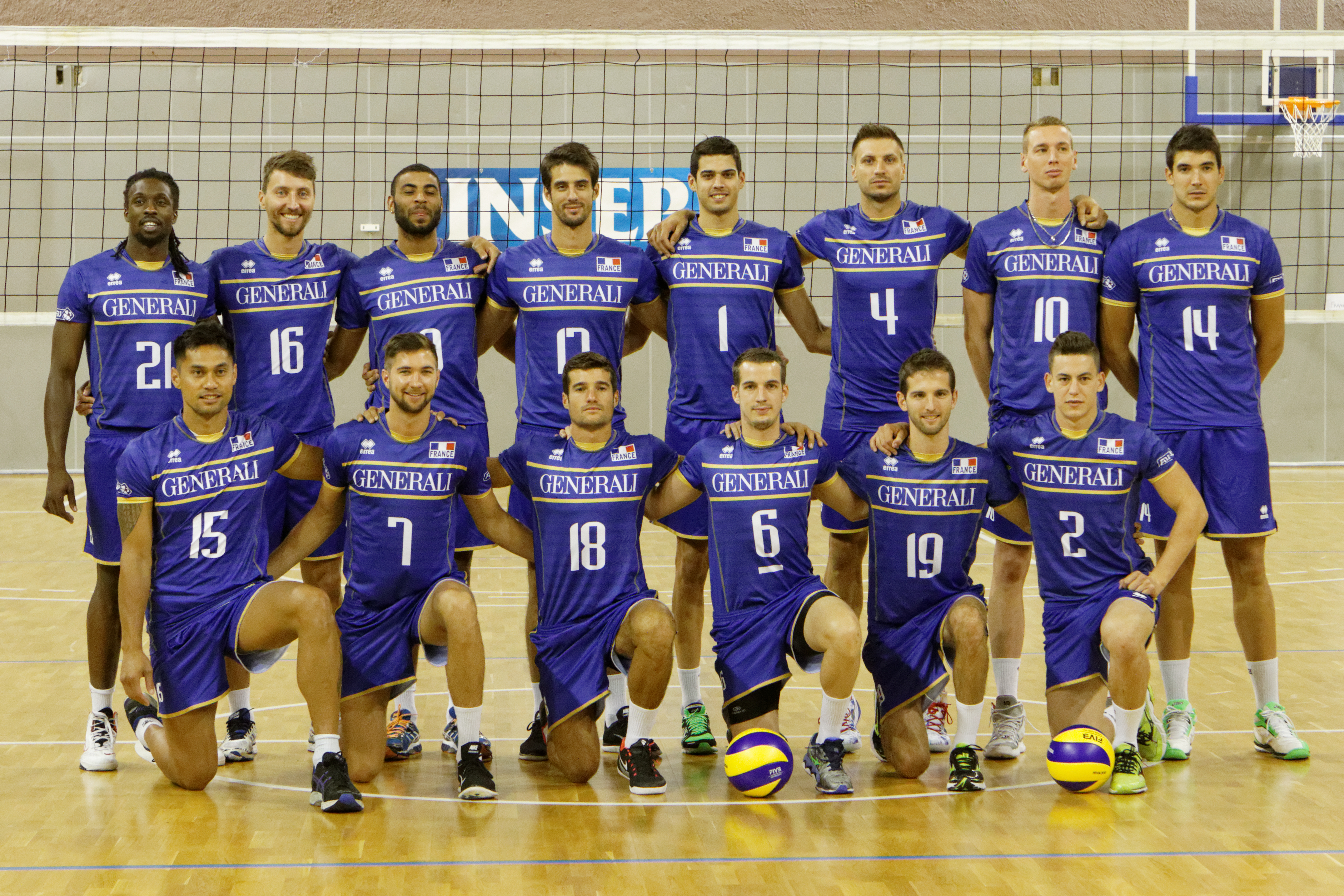
Сборная Франции на чемпионате мира-2014. Слева направо: верхний ряд: Мори Сидибе, Николя Марешаль, Эрвин Нгапет, Франк Лафитт, Йонас Агвениер, Антонен Рузье, Кевин Ле Ру, Николя Ле Гофф; нижний ряд: Самуэль Туиа, Кевин Тийи, Йоанн Жомель, Бенжамен Тоньютти, Николя Россар, Женя Гребенников

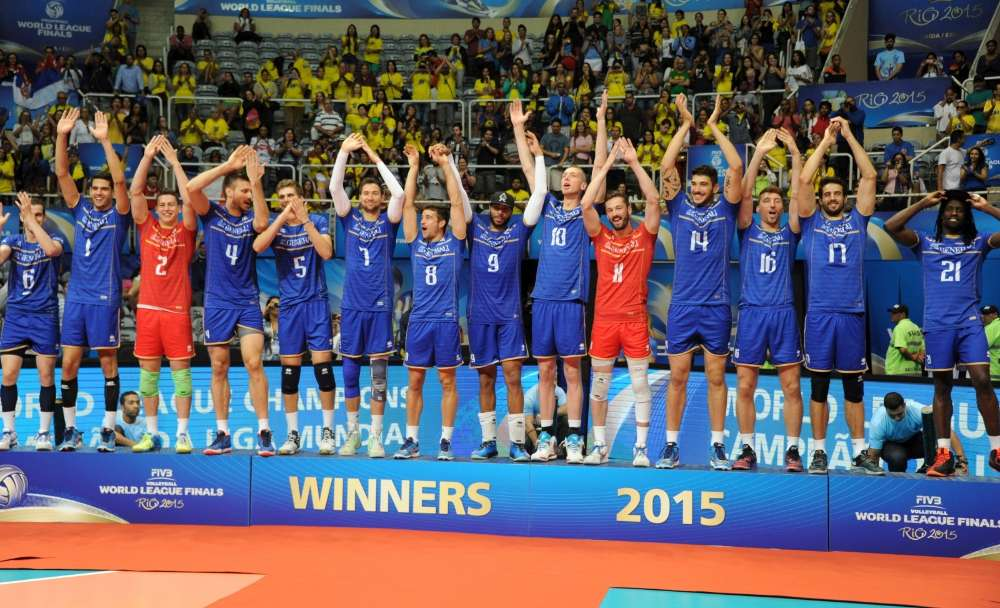
Сборная Франции — победитель Мировой лиги-2015. Слева направо: Бенжамен Тоньютти, Йонас Агвениер, Женя Гребенников, Антонен Рузье, Тревор Клевено, Кевин Тийи, Йоанн Жомель, Эрвин Нгапет, Кевин Ле Ру, Жюльен Линель, Николя Ле Гофф, Николя Марешаль, Франк Лафитт, Мори Сидибе

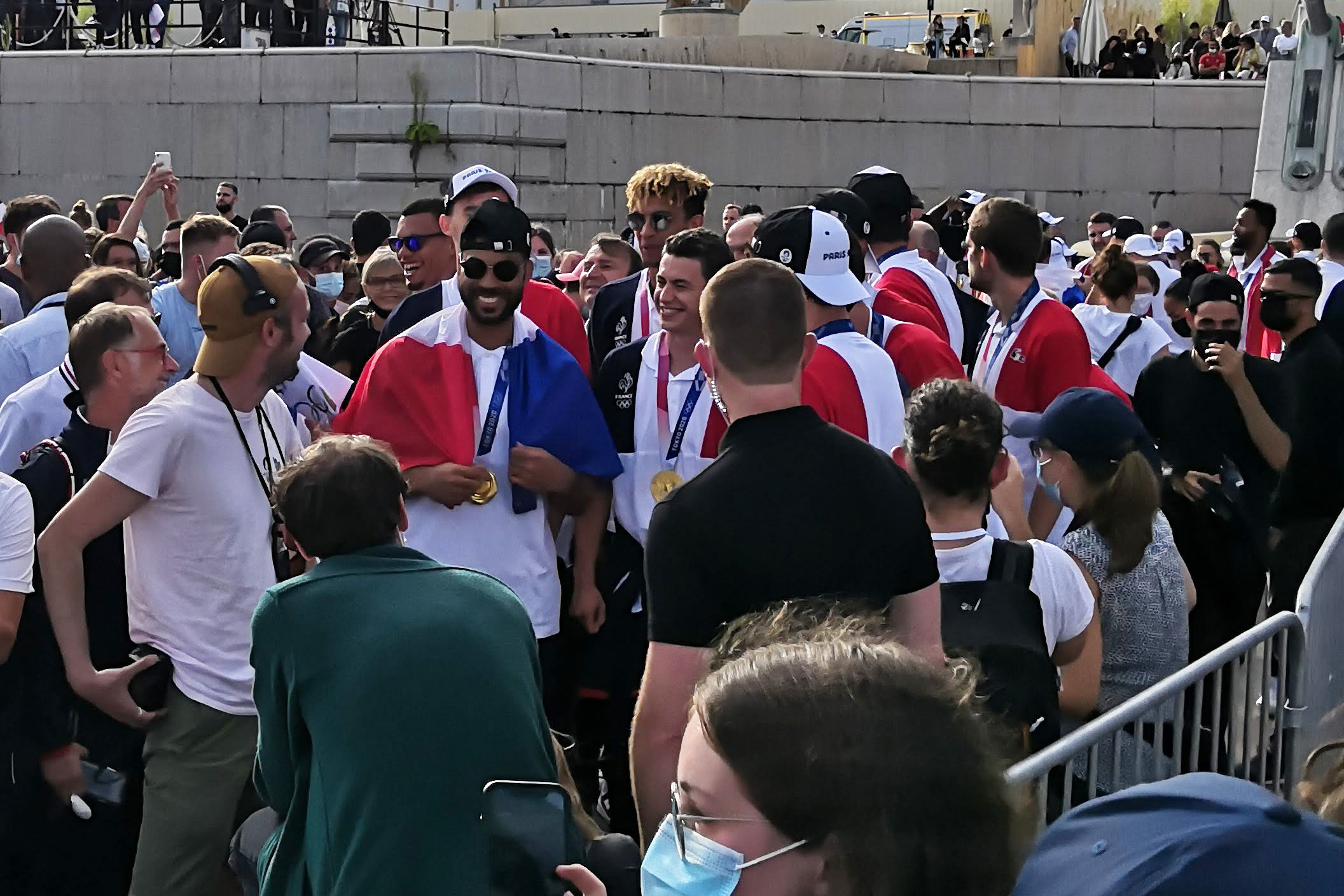
8 августа 2021 года. Встреча олимпийских чемпионов в Париже

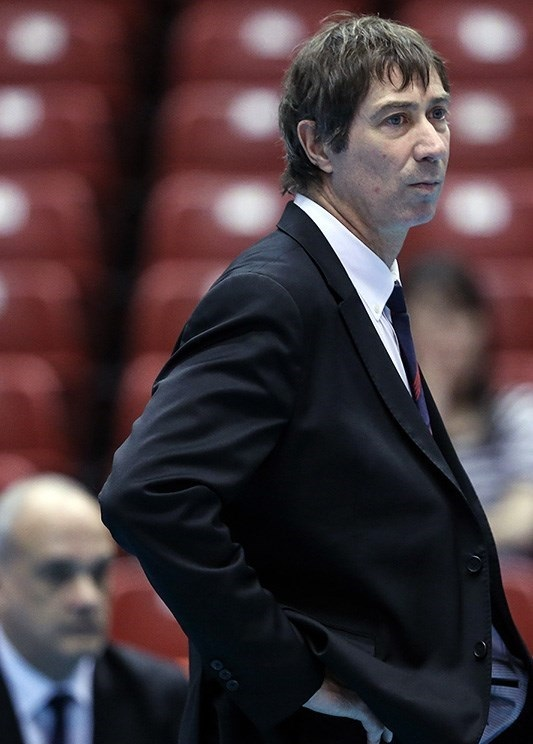
Лоран Тийи

Всё это в полной мере проявилось на чемпионате Европы 2009 года в Измире, куда сборная Франции отправилась без двух основных связующих: Пьер Пюжоль получил травму во время отборочного турнира чемпионата мира-2010, а Лоик Ле Маррек завершил спортивную карьеру. Европейское первенство началось для французов с поражения от сборной Польши, а затем, прибавляя от матча к матчу, подопечные Филиппа Блэна добрались до полуфинала, где обыграли одного из главных фаворитов турнира — сборную России. Выиграв у россиян две стартовые партии, но проиграв две следующие, «трёхцветные» вырвали победу на тай-брейке, по ходу которого уступали со счётом 9:13! Отчаянно цеплялась французская сборная за свой шанс и в решающем матче турнира, но вновь уступила команде Польши — 1:3 (27:29, 21:25, 25:16, 24:26). Диагональный Антонен Рузье стал самым результативным игроком чемпионата Европы. Специальными призами были также награждены лучший принимающий турнира Стефан Антига и либеро Юбер Энно.
На чемпионате мира 2010 года сборная Франции потеряла из-за травмы своего сильнейшего нападающего Антонена Рузье, что предопределило невысокий результат — 11-е место. На чемпионате Европы 2011 года сборная Франции дошла до четвертьфинала, в котором уступила будущему победителю — сборной Сербии. В июле 2012 года, после завершения интерконтинентального раунда Мировой лиги, Филиппа Блэна в должности главного тренера команды сменил Лоран Тийи. За короткий срок работы с командой ему удалось добиться определённого прогресса в игре «трёхцветных»: в Мировой лиге-2013 они заняли третье место в группе, опередив действующего победителя турнира — сборную Польши, и оказались единственной на интерконтинентальном раунде командой, сумевшей обыграть бразильцев. В традиционно сильных элементах игры французов, защите и приёме, после ухода Стефана Антига, Гийома Самика и Юбера Энно всё ярче стали проявлять себя новые игроки — Эрвин Нгапет, Жюльен Линель, Женя Гребенников. Великолепную готовность показали французские волейболисты и на чемпионате Европы 2013 года, однако, как и двумя годами ранее, они были остановлены в четвертьфинале — на сей раз сборной России.
В 2014 году сборная Франции оказалась во втором дивизионе Мировой лиги и упустила возможность сыграть на «Финале шести» во Флоренции и перейти на следующий год в элитную группу из-за неожиданного поражения от австралийцев в финале второго дивизиона. На чемпионате мира в Польше французы заняли 4-е место. Команда Лорана Тийи на всех трёх групповых этапах становилась первой в своих группах, но в упорном полуфинале потерпела поражение от сборной Бразилии со счётом 2:3, а в матче за бронзу уступила немцам — 0:3. В символическую сборную чемпионата был включён либеро Женя Гребенников.
Летом 2015 года, начав очередной турнир Мировой лиги во втором дивизионе, сборная Франции одержала победы во всех 16 проведённых в его рамках матчах и отправилась на «Финал шести». В Рио-де-Жанейро команда Лорана Тийи в своей группе обыграла бразильцев и потерпела поражение от сборной США, а затем в полуфинале в пяти партиях сломила сопротивление действующих чемпионов мира поляков. 19 июля в финальном матче сборная Франции победила команду Сербии — 3:0 (25:19, 25:21, 25:23) и завоевала первый в своей истории титул. Приз MVP Мировой лиги достался Эрвину Нгапету, а капитан «трёхцветных» Бенжамен Тоньютти был признан лучшим связующим. Спустя три месяца сборная Франции добилась нового крупного достижения, завоевав золото чемпионат Европы. По его ходу подопечные Лорана Тийи выиграли все 6 своих матчей, причём в двух поединках (со сборной Италии на групповой стадии и с хозяевами первенства — сборной Болгарии — в полуфинале) вырывали победы, уступая со счётом 0:2. В финале французы обыграли сенсационно дошедшую до него сборную Словении — 3:0 (25:19, 29:27, 29:27). Приза MVP Евро-2015 был удостоен самый результативный игрок первенства Антонен Рузье, а в символическую сборную организаторы включили Женю Гребенникова и Эрвина Нгапета, заработавшего победное очко оригинальным ударом крюком спиной к сетке.
На Олимпийских играх в Рио-де-Жанейро французы не смогли выйти в плей-офф из-за поражений на групповом этапе от будущих призёров Игр — команд Бразилии, Италии и США. После Олимпиады объявил о завершении карьеры в сборной Антонен Рузье. Летом 2017 года сборная Франции выиграла последний в истории турнир Мировой лиги. В финальном матче, проходившем на футбольном стадионе «Арена Байшада» в Куритибе, подопечные Лорана Тийи взяли верх над бразильцами — 3:2. Самыми результативными игроками «Финала шести» стали Эрвин Нгапет (MVP турнира) и молодой диагональный французской команды Стефан Буайе. В том же сезоне на чемпионате Европы в Польше французы в первом раунде плей-офф неожиданно проиграли сборной Чехии — 1:3.
В июле 2018 года Франция принимала «Финал шести» первого в истории розыгрыша Лиги наций. В решающем матче на футбольном стадионе «Пьер Моруа» в Вильнёв-д’Аске хозяева в трёх сетах уступили сборной России. На чемпионате мира-2018 французы стали седьмыми, а спустя год на домашнем первенстве Европы — четвёртыми.
Эпоха Лорана Тийи в сборной Франции завершилась в августе 2021 года на Олимпийских играх в Токио, где «трёхцветные», ранее не поднимавшиеся на Олимпиадах выше 8-го места, завоевали золото. Команда тяжело входила в турнир, потерпев в пяти матчах группового этапа три поражения, однако победа над сборной Олимпийского комитета России (3:1) открыла ей дорогу в плей-офф. В четвертьфинале французы одержали волевую победу над одним из фаворитов Игр — сборной Польши — 3:2, в полуфинале взяли верх над аргентинцами — 3:0, а в решающем матче вновь против российской команды, несмотря на то, что соперники смогли отыграться с 0:2 партиям и повести со счётом 6:3 в пятом сете, не упустили победу — 3:2 (25:23, 25:17, 21:25, 21:25, 15:12). Трое игроков стартового состава французской сборной — доигровщик Эрвин Нгапет, блокирующий Бартелеми Шиненьез и либеро Женя Гребенников — были включены в символическую сборную, а Нгапет, показавший феноменальную игру в атаке, на приёме и в защите к тому же был назван MVP олимпийского турнира. Наибольший вклад в исторический успех также внесли связующий Антуан Бризар, диагональный Жан Патри, доигровщик Тревор Клевено и блокирующий Николя Ле Гофф.
Сразу после завершения Олимпийских игр в Токио сборную Франции возглавил бразильский тренер Бернардиньо, подписавший соглашение в апреле 2021 года на период нового олимпийского цикла, однако под его руководством команда провела лишь один турнир — чемпионат Европы, в 1/8 финала которого уступила сборной Чехии. В марте 2022 года Бернардиньо по семейным обстоятельствам ушёл в отставку, а новым наставником сборной Франции стал итальянец Андреа Джани. В июле 2022 года французская команда впервые выиграла Лигу наций, взяв верх в финальном матче над сборной США — 3:2. Этот успех трёхцветные повторили спустя два года, выиграв в финале Лиги наций в Лодзи у возглавляемой Филиппом Блэном сборной Японии — 3:1. На Олимпийских играх в Париже хозяева соревнований подтвердили свой высокий статус и взяли второе подряд олимпийское золото. После волевой победы в четвертьфинале над немцами французы в безупречном стиле выиграли у команд Италии и Польши. В символическую сборную турнира были включены сразу пять игроков команды Джани — Антуан Бризар, Женя Гребенников, Тревор Клевено, Жан Патри и снова признанный MVP Эрвин Нгапет. Они вместе Николя Ле Гоффом, Ясином Луати, Кевином Тийи, Бенжаменом Тоньютти и Бартелеми Шиненьезом стали двукратными олимпийскими чемпионами. 

## Результаты выступлений

### Олимпийские игры
| Год  | И | В | П | С/П   | Место |
| ---- | - | - | - | ----- | ----- |
| 1988 | 7 | 3 | 4 | 12:13 | 8-е   |
| 1992 | 6 | 2 | 4 | 9:14  | 11-е  |
| 2004 | 5 | 2 | 3 | 8:10  | 9-е   |
| 2016 | 5 | 2 | 3 | 8:9   | 9-е   |

| Год   | И  | В  | П  | С/П   | Место |
| ----- | -- | -- | -- | ----- | ----- |
| 2020  | 8  | 5  | 3  | 19:14 | 1-е   |
| 2024  | 6  | 5  | 1  | 17:7  | 1-е   |
| Всего | 37 | 19 | 18 | 73:67 |       |

1988: Филипп Блэн, Эрик Бувье, Патрик Дюфло, Жан-Марк Жюрковис, Эрве Маззон, Жан-Батист Марслуфф, Кристоф Мено, Эрик Нгапет, Оливье Россар, Филипп-Мари Сальван, Лоран Тийи, Ален Фабиани. Тренер — Эрик Даниэль.

1992: Ривомананцоа Андриамаонджу, Эрик Бувье, Эрик Вольфер, Арно Жоссеран, Оливье Лека, Люк Марке, Кристоф Мено, Давид Романн, Оливье Россар, Филипп-Мари Сальван, Лоран Тийи, Лоран Шамбертен. Тренер — Жерар Кастан.

2004: Стефан Антига, Филипп Барса-Сизик, Франс Гранворка, Доминик Дакен, Лоик де Кергре, Лоран Капе, Оливье Киффер, Венсан Монмеа, Матиас Патен, Гийом Самика, Себастьян Франголаччи, Юбер Энно. Тренер — Филипп Блэн.

2016: Женя Гребенников, Тревор Клевено, Франк Лафитт, Николя Ле Гофф, Кевин Ле Ру, Николя Марешаль, Эрвин Нгапет, Пьер Пюжоль, Антонен Рузье, Тибо Россар, Кевин Тийи, Бенжамен Тоньютти. Тренер — Лоран Тийи.

 2020: Антуан Бризар, Стефан Буайе, Дэрил Бюльтор, Женя Гребенников, Тревор Клевено, Николя Ле Гофф, Ясин Луати, Эрвин Нгапет, Жан Патри, Кевин Тийи, Бенжамен Тоньютти, Бартелеми Шиненьез. Тренер — Лоран Тийи.

 2024: Антуан Бризар, Женя Гребенников, Кантен Жуффруа, Тревор Клевено, Николя Ле Гофф, Ясин Луати, Эрвин Нгапет, Жан Патри, Кевин Тийи, Бенжамен Тоньютти, Тео Фор, Бартелеми Шиненьез. Тренер — Андреа Джани.

### Чемпионаты мира
| Год  | И  | В | П | С/П   | Место |
| ---- | -- | - | - | ----- | ----- |
| 1949 | 7  | 1 | 6 | 4:19  | 6-е   |
| 1952 | 7  | 1 | 6 | 6:18  | 6-е   |
| 1956 | 11 | 5 | 6 | 19:21 | 7-е   |
| 1960 | 9  | 1 | 8 | 6:24  | 9-е   |
| 1966 | 9  | 4 | 5 | 16:18 | 18-е  |
| 1970 | 11 | 7 | 4 | 22:17 | 17-е  |
| 1974 | 8  | 3 | 5 | 12:15 | 16-е  |
| 1978 | 9  | 6 | 3 | 20:12 | 15-е  |
| 1982 | 9  | 4 | 5 | 15:19 | 16-е  |

| Год   | И   | В  | П  | С/П     | Место |
| ----- | --- | -- | -- | ------- | ----- |
| 1986  | 8   | 5  | 3  | 18:10   | 6-е   |
| 1990  | 7   | 3  | 4  | 10:13   | 8-е   |
| 2002  | 9   | 7  | 2  | 23:12   | 3-е   |
| 2006  | 11  | 8  | 3  | 27:18   | 6-е   |
| 2010  | 9   | 5  | 4  | 17:17   | 11-е  |
| 2014  | 13  | 9  | 4  | 33:21   | 4-е   |
| 2018  | 8   | 5  | 3  | 21:12   | 7-е   |
| 2022  | 5   | 4  | 1  | 14:7    | 5-е   |
| Всего | 150 | 78 | 72 | 283:273 |       |

1986: Филипп Блэн, Эрик Бувье, Лионель Дево, Патрик Дюфло, Жан-Марк Жюрковис, Игор Кландер, Эрве Маззон, Оливье Россар, Лоран Тийи, Ален Фабиани, Бертран Фет, Стефан Фор. Тренер — Эрик Даниэль.

1990: Эрик Бувье, Жан-Мишель Ванделанно, Патрик Дюфло, Арно Жоссеран, Жан-Марк Жюрковис, Эрве Маззон, Кристоф Мено, Оливье Россар, Филипп Россар, Филипп-Мари Сальван, Лоран Тийи, Лоран Шамбертен. Тренер — Жерар Кастан.

 2002: Стефан Антига, Филипп Барса-Сизик, Франc Гранворка, Доминик Дакен, Лоран Капе, Лоик де Кергре, Оливье Киффер, Люк Марке, Венсан Монмеа, Матиас Патен, Себастьян Франголаччи, Юбер Энно. Тренер — Филипп Блэн.

2006: Стефан Антига, Жераль Арди-Дессурс, Ромен Вадело, Франc Гранворка, Ксавье Капфер, Людовик Кастар, Флориан Килама, Оливье Киффер, Лоик Ле Маррек, Пьер Пюжоль, Гийом Самика, Жан-Франсуа Экзига. Тренер — Филипп Блэн.

2010: Стефан Антига, Жераль Арди-Дессурс, Ромен Вадело, Оливье Киффер, Кевин Ле Ру, Николя Марешаль, Эрвин Нгапет, Пьер Пюжоль, Эдуар Роландсон, Антонен Рузье, Гийом Самика, Бенжамен Тоньютти, Жан-Франсуа Экзига, Юбер Энно. Тренер — Филипп Блэн.

2014: Йонас Агвениер, Женя Гребенников, Йоанн Жомель, Франк Лафитт, Николя Ле Гофф, Кевин Ле Ру, Николя Марешаль, Эрвин Нгапет, Николя Россар, Антонен Рузье, Мори Сидибе, Кевин Тийи, Бенжамен Тоньютти, Самуэль Туиа. Тренер — Лоран Тийи.

2018: Йонас Агвениер, Антуан Бризар, Стефан Буайе, Женя Гребенников, Николя Ле Гофф, Кевин Ле Ру, Жюльен Линель, Жереми Муель, Эрвин Нгапет, Жан Патри, Тибо Россар, Кевин Тийи, Бенжамен Тоньютти, Бартелеми Шиненьез. Тренер — Лоран Тийи.

2022: Медерик Анри, Антуан Бризар, Стефан Буайе, Женя Гребенников, Бенжамен Дьез, Кантен Жуффруа, Тревор Клевено, Николя Ле Гофф, Ясин Луати, Эрвин Нгапет, Жан Патри, Кевин Тийи, Бенжамен Тоньютти, Бартелеми Шиненьез. Тренер — Андреа Джани.

### Чемпионаты Европы
| Год  | И  | В | П | С/П   | Место |
| ---- | -- | - | - | ----- | ----- |
| 1948 | 5  | 4 | 1 | 12:6  | 2-е   |
| 1951 | 7  | 4 | 3 | 13:14 | 3-е   |
| 1955 | 10 | 2 | 8 | 11:24 | 8-е   |
| 1958 | 11 | 3 | 8 | 12:24 | 8-е   |
| 1963 | 10 | 3 | 7 | 12:23 | 8-е   |
| 1967 | 10 | 7 | 3 | 24:13 | 10-е  |
| 1971 | 7  | 4 | 3 | 16:11 | 14-е  |
| 1975 | 7  | 4 | 3 | 12:14 | 8-е   |
| 1977 | 7  | 3 | 4 | 11:15 | 10-е  |
| 1979 | 7  | 3 | 4 | 14:15 | 4-е   |
| 1981 | 7  | 4 | 3 | 15:14 | 8-е   |
| 1983 | 7  | 1 | 6 | 8:20  | 12-е  |
| 1985 | 7  | 5 | 2 | 16:9  | 3-е   |
| 1987 | 7  | 5 | 2 | 17:7  | 2-е   |
| 1989 | 7  | 5 | 2 | 16:12 | 5-е   |
| 1991 | 5  | 2 | 3 | 7:10  | 9-е   |

| Год   | И   | В   | П  | С/П     | Место |
| ----- | --- | --- | -- | ------- | ----- |
| 1993  | 5   | 2   | 3  | 8:11    | 9-е   |
| 1997  | 7   | 3   | 4  | 11:14   | 4-е   |
| 1999  | 5   | 2   | 3  | 11:9    | 6-е   |
| 2001  | 7   | 4   | 3  | 17:13   | 7-е   |
| 2003  | 7   | 5   | 2  | 18:9    | 2-е   |
| 2005  | 5   | 2   | 3  | 12:10   | 7-е   |
| 2007  | 6   | 2   | 4  | 10:13   | 9-е   |
| 2009  | 8   | 6   | 2  | 20:12   | 2-е   |
| 2011  | 5   | 3   | 2  | 11:10   | 7-е   |
| 2013  | 4   | 3   | 1  | 10:5    | 5-е   |
| 2015  | 6   | 6   | 0  | 18:6    | 1-е   |
| 2017  | 4   | 2   | 2  | 9:8     | 9-е   |
| 2019  | 9   | 7   | 2  | 23:7    | 4-е   |
| 2021  | 6   | 5   | 1  | 15:4    | 9-е   |
| 2023  | 9   | 6   | 3  | 21:10   | 4-е   |
| Всего | 214 | 117 | 97 | 430:372 |       |

 1948: Андре Анри, Жак Вабре, Роже Делусто, Рене Демотт, Франсуа Дуарден, Андре Дюлон, Мишель Константен, Жак Лию, Робер Рекоку, Жан Роженбер. Тренер — Марсель Матор.

 1951: Рене Брокли, Игор Булацель, Жак Вабр, Рене ван Брантегем, Жак Вильмен, Рене Демотт, Франсуа Дуарден, Альфонс Клапаред, Мишель Константен, Игорь Шишкин. Тренер — Марсель Матор.

 1985: Пьер Безо, Филипп Блэн, Эрик Бувье, Лионель Дево, Жан-Марк Жюрковис, Эрве Маззон, Жан-Батист Марслуфф, Жан Орнен, Лоран Тийи, Бертран Фет, Стефан Фор, Ален Фабиани. Тренер — Жан-Марк Бушель.

 1987: Филипп Блэн, Эрик Бувье, Люк Гарлен, Патрик Дюфло, Жан-Марк Жюрковис, Эрве Маззон, Кристоф Мено, Эрик Нгапет, Оливье Россар, Лоран Тийи, Ален Фабиани, Стефан Фор. Тренер — Эрик Даниэль.

1997: Фабрис Бри, Франс Гранворка, Лоик де Кергре, Жак Йоко Кведи, Лоран Капе, Люк Марке, Кристоф Мено, Кристоф Пат, Янн Санчес, Стефан Сапинар, Лоран Шамбертен, Рено Эрп. Тренер — Владимир Кондра.

 2003: Стефан Антига, Франc Гранворка, Доминик Дакен, Лоран Капе, Лоик де Кергре, Оливье Киффер, Жоан Коан, Люк Марке, Венсан Монмеа, Матиас Патен, Себастьян Франголаччи, Юбер Энно. Тренер — Филипп Блэн.

 2009: Стефан Антига, Янник Базен, Ромен Вадело, Батист Гелер, Оливье Киффер, Эдуар Роландсон, Антонен Рузье, Гийом Самика, Жан-Филип Сол, Тоафа Таканико, Жан-Стефан Толар, Самуэль Туиа, Жан-Франсуа Экзига, Юбер Энно. Тренер — Филипп Блэн.

2011: Жераль Арди-Дессурс, Ромен Вадело, Женя Гребенников, Франк Лафитт, Жюльен Линель, Николя Марешаль, Марьен Моро, Эрвин Нгапет, Пьер Пюжоль, Антонен Рузье, Бенжамен Тоньютти, Жозе Трефль, Самуэль Туиа, Жан-Франсуа Экзига. Тренер — Филипп Блэн.

2013: Йонас Агвениер, Жераль Арди-Дессурс, Женя Гребенников,Николя Ле Гофф, Кевин Ле Ру, Жюльен Линель, Эрвин Нгапет, Рафаэл Редвиц, Антонен Рузье, Мори Сидибе, Бенжамен Тоньютти, Кевин Тийи, Самуэль Туиа, Жан-Франсуа Экзига. Тренер — Лоран Тийи.

 2015: Йонас Агвениер, Женя Гребенников, Франк Лафитт, Николя Ле Гофф, Кевин Ле Ру, Жюльен Линель, Николя Марешаль, Эрвин Нгапет, Пьер Пюжоль, Николя Россар, Антонен Рузье, Мори Сидибе, Кевин Тийи, Бенжамен Тоньютти. Тренер — Лоран Тийи.

2017 и 2019: Антуан Бризар, Стефан Буайе, Дэрил Бюльтор, Женя Гребенников, Тревор Клевено, Николя Ле Гофф, Кевин Ле Ру, Жюльен Линель, Эрвин Нгапет, Жан Патри, Тибо Россар, Кевин Тийи, Бенжамен Тоньютти, Бартелеми Шиненьез. Тренер — Лоран Тийи.

2021: Антуан Бризар, Дэрил Бюльтор, Мусс Гейе, Бенжамен Дьез, Женя Гребенников, Тревор Клевено, Николя Ле Гофф, Ясин Луати, Эрвин Нгапет, Жан Патри, Франсуа Ребейроль, Бенжамен Тоньютти, Тео Фор, Бартелеми Шиненьез. Тренер — Бернардиньо.

2023: Антуан Бризар, Стефан Буайе, Дэрил Бюльтор, Женя Гребенников, Кантен Жуффруа, Тимоти Карле, Тревор Клевено, Николя Ле Гофф, Ясин Луати, Эрвин Нгапет, Жан Патри, Кевин Тийи, Бенжамен Тоньютти, Бартелеми Шиненьез. Тренер — Андреа Джани.

### Мировая лигаиЛига наций
| Мировая лига: - 1990 — 5-е место - 1991 — 8-е место - 1992 — 11-е место - 1999 — 7-е место - 2000 — 7-е место - 2001 — 5-е место - 2002 — 7-е место - 2003 — 10-е место - 2004 — 5-е место | - 2005 — 10-е место - 2006 — 2-е место - 2007 — 6-е место - 2008 — 10-е место - 2009 — 9-е место - 2010 — 12-е место - 2011 — 12-е место - 2012 — 7-е место - 2013 — 10-е место - 2014 — 10-е место | - 2015 — 1-е место - 2016 — 3-е место - 2017 — 1-е место Лига наций: - 2018 — 2-е место - 2019 — 5-е место - 2021 — 3-е место - 2022 — 1-е место - 2023 — 8-е место - 2024 — 1-е место |

### Игры доброй воли
- 1986 — 4-е место
- 1990 — 6-е место

### Кубок мира
- 1965 — 11-е место
- 2003 — 5-е место

### Всемирный Кубок чемпионов
- 2017 — 5-е место

## Тренеры
- 1946—1947 — Рене Вердье
- 1947—1965 — Марсель Матор
- 1965 — Сигэёси Нагасаки (Япония)
- 1965—1968 — Николае Сотир (Румыния)
- 1968—1970 — Жорж Дероз
- 1970—1979 — Роджер Шмитт
- 1979—1983 — Жан-Марк Бушель
- 1983 — Георгий Коматов (Болгария)
- 1983—1984 — Эрик Даниэль
- 1984—1985 — Жан-Марк Бушель
- 1985—1988 — Эрик Даниэль
- 1988—1992 — Жерар Кастан
- 1993—1994 — Жан-Мари Фабиани
- 1994—1995 — Жан-Мишель Роше
- 1995 — Жерар Кастан
- 1995—1998 — Владимир Кондра (Россия)
- 1999—2000 — Пьер Лабори
- 2001—2012 — Филипп Блэн
- 2012—2021 — Лоран Тийи
- 2021—2022 — Бернардиньо (Бразилия)
- С 2022 года — Андреа Джани (Италия)

## Текущий состав
Заявка сборной Франции на Олимпийские игры-2024
| №                                      | Имя                     | Дата рождения             | Рост      | Клуб-2023/24            |
| Связующие                              | Связующие               | Связующие                 | Связующие | Связующие               |
| -------------------------------------- | ----------------------- | ------------------------- | --------- | ----------------------- |
| 6                                      | Бенжамен Тоньютти       | 30 октября 1989 (35 лет)  | 183       | «Ястшембский Венгель»   |
| 11                                     | Антуан Бризар           | 22 мая 1994 (31 год)      | 196       | «Пьяченца»              |
| Диагональные                           |                         |                           |           |                         |
| 4                                      | Жан Патри               | 27 декабря 1996 (28 лет)  | 207       | «Ястшембский Венгель»   |
| 12                                     | Тео Фор                 | 12 октября 1999 (25 лет)  | 202       | «Чистерна»              |
| Доигровщики                            |                         |                           |           |                         |
| 7                                      | Кевин Тийи              | 2 ноября 1990 (34 года)   | 200       | «Проект»                |
| 9                                      | Эрвин Нгапет            | 12 февраля 1991 (34 года) | 194       | «Халкбанк»              |
| 17                                     | Тревор Клевено          | 28 июня 1994 (31 год)     | 199       | «Варта»                 |
| 19                                     | Ясин Луати              | 4 марта 1992 (33 года)    | 198       | «Ресовия»               |
| 23                                     | Тимоти Карле (запасной) | 30 ноября 1995 (29 лет)   | 195       | «Берлин»                |
| Центральные блокирующие                |                         |                           |           |                         |
| 1                                      | Бартелеми Шиненьез      | 28 февраля 1998 (27 лет)  | 201       | «Лубе»                  |
| 14                                     | Николя Ле Гофф          | 15 февраля 1992 (33 года) | 206       | «Монпелье»              |
| 25                                     | Кантен Жуффруа          | 5 июля 1993 (32 года)     | 203       | «Ле-Плесси-Робинсон»    |
| Либеро                                 |                         |                           |           |                         |
| 2                                      | Женя Гребенников        | 13 августа 1990 (34 года) | 188       | «Зенит» Санкт-Петербург |
| Главный тренер — Андреа Джани (Италия) |                         |                           |           |                         |